# Wahlen zum Landesparlament in Sabah 2013

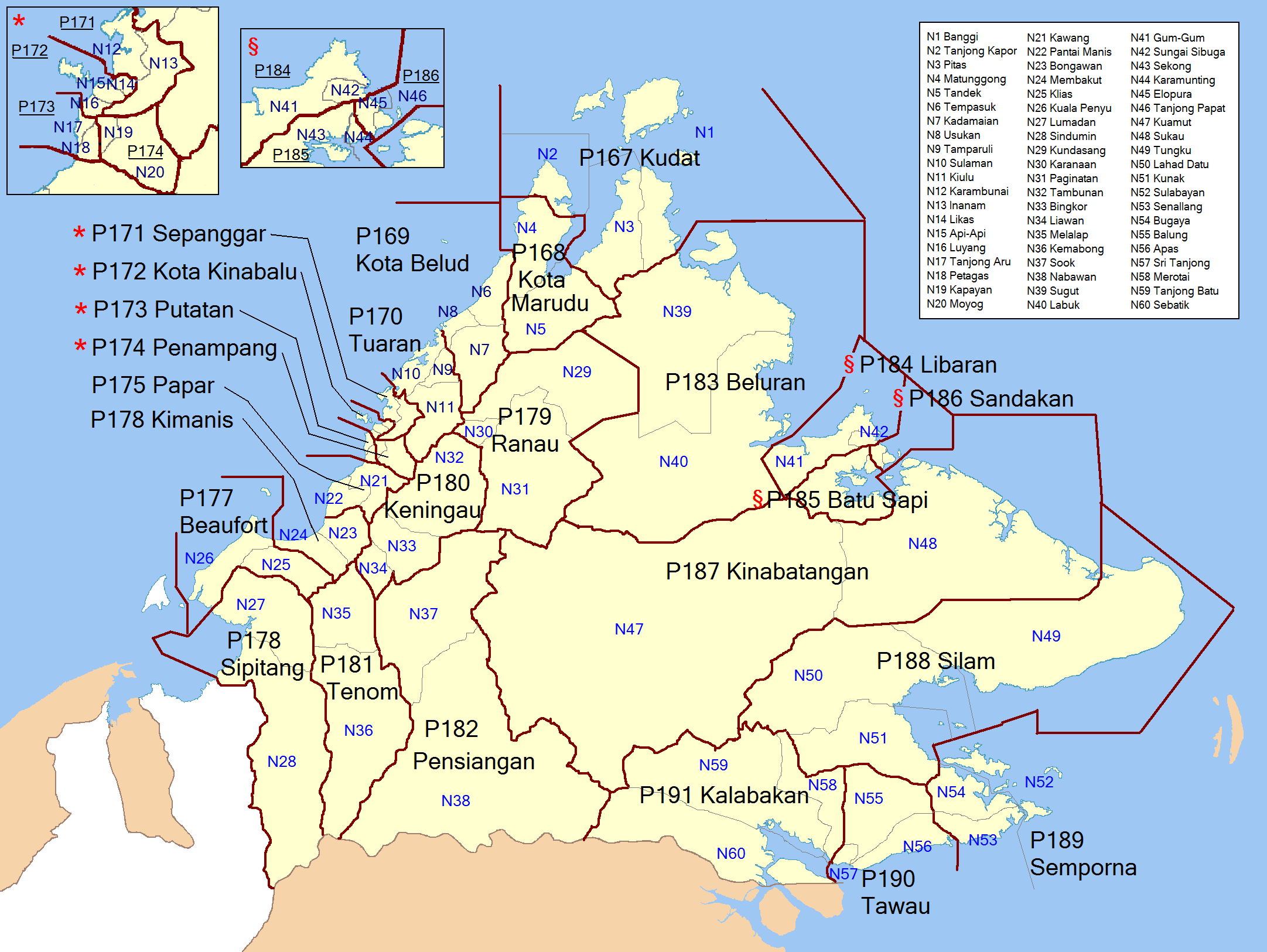
Karte der Wahlbezirke und Wahlkreise in Sabah.

Die Wahlen zum Landesparlament in Sabah (engl. Sabah State Elections) fanden am 5. Mai 2013 statt. Die Wahlberechtigten wählten hierbei die gesetzgebende Versammlung des malaysischen Bundesstaats Sabah, die als Dewan Undangan Negeri Sabah (DUN) oder Sabah State Legislative Assembly bezeichnet wird.
Die Wahlen fanden zeitgleich zu den Wahlen zur Volksversammlung (Dewan Rakyat), dem Parlament von Malaysia, sowie den Wahlen zu Landesparlamenten in elf weiteren Bundesstaaten statt.
Die Landesverfassung von Sabah sieht eine Legislaturperiode von fünf Jahren vor. Danach muss das Parlament vom Yang di-Pertua Negeri Sabah auf Vorschlag des Ministerpräsidenten von Sabah aufgelöst werden. Die Wahlen finden als einfache Mehrheitswahl unter der Aufsicht der malaysischen Wahlkommission (Election Commission of Malaysia) statt.
Die Abgeordneten der Koalitionsregierung von Premierminister Najib Tun Razak gingen als Sieger aus den Wahlen zum Landesparlament hervor. Sie erreichten 48 von 60 Sitzen in der gesetzgebenden Versammlung und sind mit 80 % der Sitze im Besitz der absoluten Mehrheit.

## Auflösung des Parlaments
Die Auflösung des Parlaments erfolgte am 3. April 2013 durch den Ministerpräsidenten von Sabah, Musa Aman, kurz nachdem der Premierminister von Malaysia, Najib Tun Razak, das malaysische Parlament aufgelöst hatte. Verfassungsgemäß mussten auch im Bundesstaat Sabah die Neuwahlen dann innerhalb von 60 Tagen stattfinden, also zwischen dem 3. April und dem 2. Juni 2013. Traditionell werden beide Wahlen am gleichen Tag ausgetragen.

## Festlegung des Wahltermins
Die malaysische Wahlkommission (Election Commission of Malaysia) verkündete am 10. April 2013, dass die Nominierung der Wahlkandidaten am 20. April abgehalten wird und dass als Wahltermin der 5. Mai 2013 festgelegt wurde. Eine vorzeitige Stimmabgabe (Early voting) war ab dem 30. April möglich. Der offizielle Wahlkampf begann am 20. April und dauerte 15 Tage. Wahlberechtigte Malaysier im Ausland konnten am 28. April durch Briefwahl in ihren offiziellen Vertretungen wählen. Die Botschaften und Konsulate öffneten für diesen Zweck von neun Uhr morgens bis 6 Uhr abends. In London und Melbourne waren die Ländervertretungen Malaysias sogar bis 8 Uhr abends geöffnet, da dort mehr als 1000 Briefwahlberechtigte registriert sind.

## Wahlberechtigte
Für die 60 Wahlkreise waren insgesamt 981.814 Wahlberechtigte registriert. Diese Zahl beinhaltete bereits die Wahlberechtigten für die vorzeitige Stimmabgabe (Early Voting). Die vorzeitige Stimmabgabe betraf 9.423 Angehörige des Militärs und 8.958 Angehörige der Polizeikräfte sowie 59 Wähler die im Ausland leben.

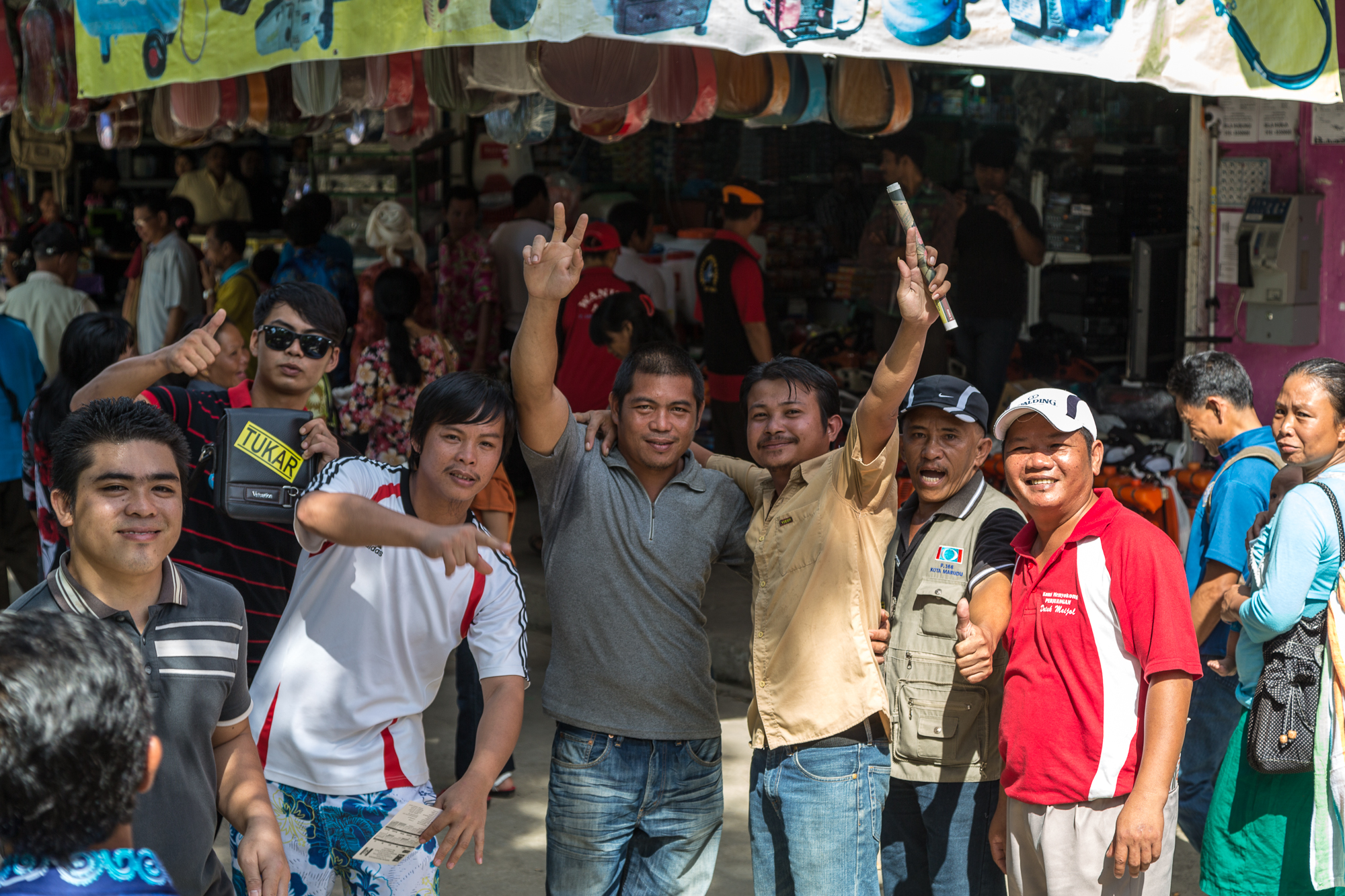
Mitglieder der Opposition versammeln sich unter dem Motto „TUKAR“ in Kota Marudu.

## Wahlkampf
Für die 60 Sitze im Landesparlament von Sabah bewarben sich insgesamt 263 Kandidaten. Bei den letzten Wahlen im Jahr 2008 waren es noch 200 Kandidaten gewesen.
Um die in den Wahlbezirken Sabahs zur Wahl stehenden 25 Sitze im malaysischen Parlament bewarben sich 95 Kandidaten gegenüber 70 im Jahr 2008.

## Wahldurchführung
Von den insgesamt 400 Millionen Ringgit, die die Wahlkommission zur Durchführung der landesweiten Wahlen zum 13. Malaysischen Parlament und zu den Länderparlamenten zur Verfügung stellte, flossen 52 Millionen Ringgit nach Sabah. Für die ordnungsgemäße Durchführung der Wahl in Sabah standen 17.615 Wahlhelfer zur Verfügung.

### Neuerungen
Die Änderung des malaysischen Wahlrechts aus dem Jahr 2012 bewirkten auch für die Wahlen des Landesparlaments Neuerungen:
- Vor der Stimmabgabe wird der linke Zeigefinger des Wählers durch nicht abwaschbare Farbe markiert.
- Angehörige des Militärs und der Polizei können an einer vorzeitigen Stimmabgabe teilnehmen.
- Behinderte dürfen eine Person ihres Vertrauens in die Wahlkabine mitnehmen.
- Nominierungen zur Wahl können weder zurückgezogen noch angefochten werden.

### Wahlbeobachter
Um den demokratischen Ablauf der Wahlen zu gewährleisten, wurden für die Wahlen internationale und nationale Wahlbeobachter zugelassen. Als unabhängige nationale Wahlbeobachter wurden für Sabah drei lokale Nichtregierungsorganisationen benannt, die Sabah-branch of the Malaysian Historical Society, das Sabah Youth Council und die Sabah Federation of Chinese Associations.

## Wahlergebnis
Von den 60 Sitzen in der gesetzgebenden Versammlung entfielen 48 Sitze auf die Abgeordneten der Regierungskoalition Barisan Nasional und 11 Sitze auf das Oppositionsbündnis Pakatan Rakyat. Ein Sitz entfiel auf die Reformpartei Parti Reformasi Negeri. Damit gingen die Abgeordneten der Koalitionsregierung von Premierminister Najib Tun Razak als Sieger aus den Wahlen zum Landesparlament hervor. Sie erreichten mit 80 % der Sitze die absolute Mehrheit.
| Kandidat                       | Partei                | Status   | Stimmen | Stimm- vorsprung | Wahlbeteiligung                                                                   |
| ------------------------------ | --------------------- | -------- | ------- | ---------------- | --------------------------------------------------------------------------------- |
|                                |                       |          |         |                  |                                                                                   |
| N1 – BANGGI                    |                       |          |         |                  |                                                                                   |
| Abd Mijul Unaini               | BN – UMNO             | Wahlsieg | 04293   | 3239             | Registrierte Wähler: 9886 Wahlbeteiligung: 7257 (73,4 %) Ungültige Stimmen: 256   |
| Mursalim Tanjul                | Unabhängiger Kandidat |          | 00642   |                  | Registrierte Wähler: 9886 Wahlbeteiligung: 7257 (73,4 %) Ungültige Stimmen: 256   |
| Jae-ly Medong                  | PR – SAPP             |          | 00533   |                  | Registrierte Wähler: 9886 Wahlbeteiligung: 7257 (73,4 %) Ungültige Stimmen: 256   |
| Abdul Razak Abdul Salam        | PR – PKR              |          | 01054   |                  | Registrierte Wähler: 9886 Wahlbeteiligung: 7257 (73,4 %) Ungültige Stimmen: 256   |
| Mohd Arifin Abdul Salam        | PR – STAR             |          | 00479   |                  | Registrierte Wähler: 9886 Wahlbeteiligung: 7257 (73,4 %) Ungültige Stimmen: 256   |
| N2 – TANJONG KAPOR             |                       |          |         |                  |                                                                                   |
| Zainal Nasiruddin              | PR – MUPP             |          | 00363   |                  | Registrierte Wähler: 22486 Wahlbeteiligung: 17364 (77,2 %) Ungültige Stimmen: 398 |
| Alexander Anthony              | Unabhängiger Kandidat |          | 00035   |                  | Registrierte Wähler: 22486 Wahlbeteiligung: 17364 (77,2 %) Ungültige Stimmen: 398 |
| Hendiri Minar                  | PR – STAR             |          | 00273   |                  | Registrierte Wähler: 22486 Wahlbeteiligung: 17364 (77,2 %) Ungültige Stimmen: 398 |
| Tsen Heng Chong                | PR – SAPP             |          | 00500   |                  | Registrierte Wähler: 22486 Wahlbeteiligung: 17364 (77,2 %) Ungültige Stimmen: 398 |
| Teo Chee Kang                  | BN – LDP              | Wahlsieg | 08890   | 1985             | Registrierte Wähler: 22486 Wahlbeteiligung: 17364 (77,2 %) Ungültige Stimmen: 398 |
| Chin Chung Kui                 | PR – PKR              |          | 06905   |                  | Registrierte Wähler: 22486 Wahlbeteiligung: 17364 (77,2 %) Ungültige Stimmen: 398 |
| N3 – PITAS                     |                       |          |         |                  |                                                                                   |
| Johnes Piut                    | PR – SAPP             |          | 00232   |                  | Registrierte Wähler: 14931 Wahlbeteiligung: 11745 (78,7 %) Ungültige Stimmen: 354 |
| Awang Latip Abdul Salam        | PR – KITA             |          | 00138   |                  | Registrierte Wähler: 14931 Wahlbeteiligung: 11745 (78,7 %) Ungültige Stimmen: 354 |
| Maklin Masiau                  | PR – STAR             |          | 03111   |                  | Registrierte Wähler: 14931 Wahlbeteiligung: 11745 (78,7 %) Ungültige Stimmen: 354 |
| Bolkiah Ismail                 | BN – UMNO             | Wahlsieg | 06934   | 3823             | Registrierte Wähler: 14931 Wahlbeteiligung: 11745 (78,7 %) Ungültige Stimmen: 354 |
| Dausieh Queck                  | PR – PAS              |          | 00976   |                  | Registrierte Wähler: 14931 Wahlbeteiligung: 11745 (78,7 %) Ungültige Stimmen: 354 |
| N4 – MATUNGGONG                |                       |          |         |                  |                                                                                   |
| Sarapin Magana                 | BN – PBS              |          | 06627   |                  | Registrierte Wähler: 20005 Wahlbeteiligung: 15901 (79,5 %) Ungültige Stimmen: 370 |
| Richard Jiun                   | PR – SAPP             |          | 00367   |                  | Registrierte Wähler: 20005 Wahlbeteiligung: 15901 (79,5 %) Ungültige Stimmen: 370 |
| Marunsai Dawai                 | PR – STAR             |          | 01536   |                  | Registrierte Wähler: 20005 Wahlbeteiligung: 15901 (79,5 %) Ungültige Stimmen: 370 |
| Jelin Dasanap                  | PR – PKR              | Wahlsieg | 06947   | 0320             | Registrierte Wähler: 20005 Wahlbeteiligung: 15901 (79,5 %) Ungültige Stimmen: 370 |
| Jolius Majawai                 | Unabhängiger Kandidat |          | 00054   |                  | Registrierte Wähler: 20005 Wahlbeteiligung: 15901 (79,5 %) Ungültige Stimmen: 370 |
| N5 – TANDEK                    |                       |          |         |                  |                                                                                   |
| Andonny Pilit                  | PR – PKR              |          | 04124   |                  | Registrierte Wähler: 22264 Wahlbeteiligung: 17170 (77,1 %) Ungültige Stimmen: 599 |
| Jebon Janaun                   | PR – STAR             |          | 02668   |                  | Registrierte Wähler: 22264 Wahlbeteiligung: 17170 (77,1 %) Ungültige Stimmen: 599 |
| Henry Yapolai Kundapit         | PR – SAPP             |          | 00380   |                  | Registrierte Wähler: 22264 Wahlbeteiligung: 17170 (77,1 %) Ungültige Stimmen: 599 |
| Anita Baranting                | BN – PBS              | Wahlsieg | 09399   | 5275             | Registrierte Wähler: 22264 Wahlbeteiligung: 17170 (77,1 %) Ungültige Stimmen: 599 |
| N6 – TEMPASUK                  |                       |          |         |                  |                                                                                   |
| Abdul Malik Mohed              | PR – SAPP             |          | 00319   |                  | Registrierte Wähler: 16889 Wahlbeteiligung: 14193 (84 %) Ungültige Stimmen: 325   |
| Laiman Ikin                    | PR – PAS              |          | 03285   |                  | Registrierte Wähler: 16889 Wahlbeteiligung: 14193 (84 %) Ungültige Stimmen: 325   |
| Suwah Buleh                    | PR – STAR             |          | 01769   |                  | Registrierte Wähler: 16889 Wahlbeteiligung: 14193 (84 %) Ungültige Stimmen: 325   |
| Musbah Jamli                   | BN – UMNO             | Wahlsieg | 08495   | 5210             | Registrierte Wähler: 16889 Wahlbeteiligung: 14193 (84 %) Ungültige Stimmen: 325   |
| N7 – KADAMAIAN                 |                       |          |         |                  |                                                                                   |
| Timbon Lagadan                 | BN – PBS              |          | 04988   |                  | Registrierte Wähler: 15924 Wahlbeteiligung: 13590 (85,3 %) Ungültige Stimmen: 301 |
| Jeremmy Ukoh Malajad           | PR – PKR              | Wahlsieg | 05877   | 0889             | Registrierte Wähler: 15924 Wahlbeteiligung: 13590 (85,3 %) Ungültige Stimmen: 301 |
| Rubbin Guribah                 | PR – STAR             |          | 01877   |                  | Registrierte Wähler: 15924 Wahlbeteiligung: 13590 (85,3 %) Ungültige Stimmen: 301 |
| Peter Marajin                  | PR – SAPP             |          | 00547   |                  | Registrierte Wähler: 15924 Wahlbeteiligung: 13590 (85,3 %) Ungültige Stimmen: 301 |
| N8 – USUKAN                    |                       |          |         |                  |                                                                                   |
| Md Salleh Md Said              | BN – UMNO             | Wahlsieg | 10879   | 6812             | Registrierte Wähler: 18736 Wahlbeteiligung: 15603 (83,3 %) Ungültige Stimmen: 372 |
| Bakhruddin Ismail              | PR – STAR             |          | 00285   |                  | Registrierte Wähler: 18736 Wahlbeteiligung: 15603 (83,3 %) Ungültige Stimmen: 372 |
| Mustapha Sakmud                | PR – PKR              |          | 04067   |                  | Registrierte Wähler: 18736 Wahlbeteiligung: 15603 (83,3 %) Ungültige Stimmen: 372 |
| N9 – TAMPARULI                 |                       |          |         |                  |                                                                                   |
| Wilfred Mojilip Bumburing      | PR – PKR              | Wahlsieg | 06862   | 0383             | Registrierte Wähler: 17291 Wahlbeteiligung: 14428 (83,4 %) Ungültige Stimmen: 187 |
| Linggu Bukut                   | PR – STAR             |          | 00589   |                  | Registrierte Wähler: 17291 Wahlbeteiligung: 14428 (83,4 %) Ungültige Stimmen: 187 |
| Stephan Gaimin                 | PR – SAPP             |          | 00185   |                  | Registrierte Wähler: 17291 Wahlbeteiligung: 14428 (83,4 %) Ungültige Stimmen: 187 |
| James Ongkili Jr               | Unabhängiger Kandidat |          | 00126   |                  | Registrierte Wähler: 17291 Wahlbeteiligung: 14428 (83,4 %) Ungültige Stimmen: 187 |
| Jahid Jahim                    | BN – PBS              |          | 06479   |                  | Registrierte Wähler: 17291 Wahlbeteiligung: 14428 (83,4 %) Ungültige Stimmen: 187 |
| N10 – SULAMAN                  |                       |          |         |                  |                                                                                   |
| Hajiji Noor                    | BN – UMNO             | Wahlsieg | 13065   | 10441            | Registrierte Wähler: 19616 Wahlbeteiligung: 17044 (86,9 %) Ungültige Stimmen: 449 |
| David Orok                     | PR – STAR             |          | 00225   |                  | Registrierte Wähler: 19616 Wahlbeteiligung: 17044 (86,9 %) Ungültige Stimmen: 449 |
| Arifin Harith                  | Unabhängiger Kandidat |          | 00066   |                  | Registrierte Wähler: 19616 Wahlbeteiligung: 17044 (86,9 %) Ungültige Stimmen: 449 |
| Gulabdin Enjih                 | PR – PKR              |          | 02624   |                  | Registrierte Wähler: 19616 Wahlbeteiligung: 17044 (86,9 %) Ungültige Stimmen: 449 |
| Ali Bakar Kawi                 | Unabhängiger Kandidat |          | 00615   |                  | Registrierte Wähler: 19616 Wahlbeteiligung: 17044 (86,9 %) Ungültige Stimmen: 449 |
| N11 – KIULU                    |                       |          |         |                  |                                                                                   |
| Tindil Gonsobil                | PR – SAPP             |          | 00129   |                  | Registrierte Wähler: 11444 Wahlbeteiligung: 9288 (81,2 %) Ungültige Stimmen: 171  |
| John Hussein                   | Unabhängiger Kandidat |          | 00517   |                  | Registrierte Wähler: 11444 Wahlbeteiligung: 9288 (81,2 %) Ungültige Stimmen: 171  |
| Rhodes Panilau                 | PR – PKR              |          | 03701   |                  | Registrierte Wähler: 11444 Wahlbeteiligung: 9288 (81,2 %) Ungültige Stimmen: 171  |
| Terence Sinti                  | PR – STAR             |          | 01025   |                  | Registrierte Wähler: 11444 Wahlbeteiligung: 9288 (81,2 %) Ungültige Stimmen: 171  |
| Joniston Bangkuai              | BN – PBS              | Wahlsieg | 03745   | 0044             | Registrierte Wähler: 11444 Wahlbeteiligung: 9288 (81,2 %) Ungültige Stimmen: 171  |
| N12 – KARAMBUNAI               |                       |          |         |                  |                                                                                   |
| Muali Aching                   | PR – PKR              |          | 05542   |                  | Registrierte Wähler: 28940 Wahlbeteiligung: 23341 (80,7 %) Ungültige Stimmen: 661 |
| Ag Maidin Ag Apong             | Unabhängiger Kandidat |          | 00171   |                  | Registrierte Wähler: 28940 Wahlbeteiligung: 23341 (80,7 %) Ungültige Stimmen: 661 |
| Aziz Ibrahim                   | PR – SAPP             |          | 01977   |                  | Registrierte Wähler: 28940 Wahlbeteiligung: 23341 (80,7 %) Ungültige Stimmen: 661 |
| Rano Susulan                   | Unabhängiger Kandidat |          | 00916   |                  | Registrierte Wähler: 28940 Wahlbeteiligung: 23341 (80,7 %) Ungültige Stimmen: 661 |
| Jainab Ahmad                   | BN – UMNO             | Wahlsieg | 14074   | 8532             | Registrierte Wähler: 28940 Wahlbeteiligung: 23341 (80,7 %) Ungültige Stimmen: 661 |
| N13 – INANAM                   |                       |          |         |                  |                                                                                   |
| Roland Chia Ming Shen          | PR – PKR              | Wahlsieg | 08926   | 3202             | Registrierte Wähler: 24428 Wahlbeteiligung: 20074 (82,2 %) Ungültige Stimmen: 421 |
| Eric Majimbun                  | PR – SAPP             |          | 05003   |                  | Registrierte Wähler: 24428 Wahlbeteiligung: 20074 (82,2 %) Ungültige Stimmen: 421 |
| Joseph Paulus Lantip           | BN – PBS              |          | 05724   |                  | Registrierte Wähler: 24428 Wahlbeteiligung: 20074 (82,2 %) Ungültige Stimmen: 421 |
| N14 – LIKAS                    |                       |          |         |                  |                                                                                   |
| Wong Hong Jun                  | PR – DAP              | Wahlsieg | 07746   | 5652             | Registrierte Wähler: 15312 Wahlbeteiligung: 11581 (75,6 %) Ungültige Stimmen: 99  |
| Chin Shu Ying                  | BN – LDP              |          | 02094   |                  | Registrierte Wähler: 15312 Wahlbeteiligung: 11581 (75,6 %) Ungültige Stimmen: 99  |
| Yong Teck Lee                  | PR – SAPP             |          | 01487   |                  | Registrierte Wähler: 15312 Wahlbeteiligung: 11581 (75,6 %) Ungültige Stimmen: 99  |
| Ho Cheong Tshun                | PR – STAR             |          | 00155   |                  | Registrierte Wähler: 15312 Wahlbeteiligung: 11581 (75,6 %) Ungültige Stimmen: 99  |
| N15 – API-API                  |                       |          |         |                  |                                                                                   |
| Liew Chin Jin                  | PR – PKR              | Wahlsieg | 05853   | 00795            | Registrierte Wähler: 15115 Wahlbeteiligung: 12099 (80 %) Ungültige Stimmen: 309   |
| Marcel Jude Joseph             | Unabhängiger Kandidat |          | 00014   |                  | Registrierte Wähler: 15115 Wahlbeteiligung: 12099 (80 %) Ungültige Stimmen: 309   |
| Wong Yit Ming                  | PR – SAPP             |          | 00713   |                  | Registrierte Wähler: 15115 Wahlbeteiligung: 12099 (80 %) Ungültige Stimmen: 309   |
| Felix Chong Kat Fah            | PR – STAR             |          | 00152   |                  | Registrierte Wähler: 15115 Wahlbeteiligung: 12099 (80 %) Ungültige Stimmen: 309   |
| Yee Moh Chai                   | BN – PBS              |          | 05058   |                  | Registrierte Wähler: 15115 Wahlbeteiligung: 12099 (80 %) Ungültige Stimmen: 309   |
| N16 – LUYANG                   |                       |          |         |                  |                                                                                   |
| Chia Chui Ket                  | PR – SAPP             |          | 01694   |                  | Registrierte Wähler: 20142 Wahlbeteiligung: 15813 (78,5 %) Ungültige Stimmen: 110 |
| Shim Tshin Nyuk                | BN – MCA              |          | 02537   |                  | Registrierte Wähler: 20142 Wahlbeteiligung: 15813 (78,5 %) Ungültige Stimmen: 110 |
| Hiew King Cheu                 | PR – DAP              | Wahlsieg | 11213   | 8676             | Registrierte Wähler: 20142 Wahlbeteiligung: 15813 (78,5 %) Ungültige Stimmen: 110 |
| Jafery Jomion                  | PR – STAR             |          | 00259   |                  | Registrierte Wähler: 20142 Wahlbeteiligung: 15813 (78,5 %) Ungültige Stimmen: 110 |
| N17 – TANJONG ARU              |                       |          |         |                  |                                                                                   |
| Yong Oui Fah                   | BN – PBS              | Wahlsieg | 09099   | 3690             | Registrierte Wähler: 21951 Wahlbeteiligung: 17049 (77,7 %) Ungültige Stimmen: 458 |
| Salleh Tiaseh                  | PR – STAR             |          | 00750   |                  | Registrierte Wähler: 21951 Wahlbeteiligung: 17049 (77,7 %) Ungültige Stimmen: 458 |
| Hamid Ismail                   | PR – PAS              |          | 05409   |                  | Registrierte Wähler: 21951 Wahlbeteiligung: 17049 (77,7 %) Ungültige Stimmen: 458 |
| Yong We Kong                   | PR – SAPP             |          | 01333   |                  | Registrierte Wähler: 21951 Wahlbeteiligung: 17049 (77,7 %) Ungültige Stimmen: 458 |
| N18 – PETAGAS                  |                       |          |         |                  |                                                                                   |
| Awang Ahmad Sah                | PR – STAR             |          | 01111   |                  | Registrierte Wähler: 15500 Wahlbeteiligung: 12733 (82,1 %) Ungültige Stimmen: 267 |
| Yahyah Hussin                  | BN – UMNO             | Wahlsieg | 08504   | 5653             | Registrierte Wähler: 15500 Wahlbeteiligung: 12733 (82,1 %) Ungültige Stimmen: 267 |
| Mat Yunin Atin                 | PR – PKR              |          | 02851   |                  | Registrierte Wähler: 15500 Wahlbeteiligung: 12733 (82,1 %) Ungültige Stimmen: 267 |
| N19 – KAPAYAN                  |                       |          |         |                  |                                                                                   |
| Khoo Keok Hai                  | BN – MCA              |          | 05733   |                  | Registrierte Wähler: 26806 Wahlbeteiligung: 21719 (81 %) Ungültige Stimmen: 216   |
| Phillip Among                  | PR – STAR             |          | 00720   |                  | Registrierte Wähler: 26806 Wahlbeteiligung: 21719 (81 %) Ungültige Stimmen: 216   |
| Edwin Bosi                     | PR – DAP              | Wahlsieg | 13020   | 7287             | Registrierte Wähler: 26806 Wahlbeteiligung: 21719 (81 %) Ungültige Stimmen: 216   |
| Chong Pit Fah                  | PR – SAPP             |          | 02030   |                  | Registrierte Wähler: 26806 Wahlbeteiligung: 21719 (81 %) Ungültige Stimmen: 216   |
| N20 – MOYOG                    |                       |          |         |                  |                                                                                   |
| Terrence Siambun               | PR – PKR              | Wahlsieg | 07462   | 1682             | Registrierte Wähler: 17604 Wahlbeteiligung: 14828 (84,2 %) Ungültige Stimmen: 204 |
| Bernard Lawrence Solibun       | PR – STAR             |          | 00603   |                  | Registrierte Wähler: 17604 Wahlbeteiligung: 14828 (84,2 %) Ungültige Stimmen: 204 |
| Danim Siap                     | PR – SAPP             |          | 00779   |                  | Registrierte Wähler: 17604 Wahlbeteiligung: 14828 (84,2 %) Ungültige Stimmen: 204 |
| Philip Benedict Lasimbang      | BN – UPKO             |          | 05780   |                  | Registrierte Wähler: 17604 Wahlbeteiligung: 14828 (84,2 %) Ungültige Stimmen: 204 |
| N21 – KAWANG                   |                       |          |         |                  |                                                                                   |
| Kefli Safar                    | PR – PKR              |          | 03401   |                  | Registrierte Wähler: 19888 Wahlbeteiligung: 17093 (85,9 %) Ungültige Stimmen: 237 |
| Edward Dagul                   | PR – SAPP             |          | 00906   |                  | Registrierte Wähler: 19888 Wahlbeteiligung: 17093 (85,9 %) Ungültige Stimmen: 237 |
| Akop Damsah                    | PR – STAR             |          | 00248   |                  | Registrierte Wähler: 19888 Wahlbeteiligung: 17093 (85,9 %) Ungültige Stimmen: 237 |
| Ghulamhaidar Khan Bahadar      | BN – UMNO             | Wahlsieg | 12301   | 8900             | Registrierte Wähler: 19888 Wahlbeteiligung: 17093 (85,9 %) Ungültige Stimmen: 237 |
| N22 – PANTAI MANIS             |                       |          |         |                  |                                                                                   |
| Abdul Rahim Ismail             | BN – UMNO             | Wahlsieg | 09639   | 4409             | Registrierte Wähler: 18886 Wahlbeteiligung: 16114 (85,3 %) Ungültige Stimmen: 239 |
| Noraizal Mohd Noor             | PR – SAPP             |          | 00403   |                  | Registrierte Wähler: 18886 Wahlbeteiligung: 16114 (85,3 %) Ungültige Stimmen: 239 |
| Fred Gabriel                   | PR – PKR              |          | 05230   |                  | Registrierte Wähler: 18886 Wahlbeteiligung: 16114 (85,3 %) Ungültige Stimmen: 239 |
| Baharudin Nayan                | PR – STAR             |          | 00603   |                  | Registrierte Wähler: 18886 Wahlbeteiligung: 16114 (85,3 %) Ungültige Stimmen: 239 |
| N23 – BONGAWAN                 |                       |          |         |                  |                                                                                   |
| Mohamad Alamin                 | BN – UMNO             | Wahlsieg | 07443   | 3392             | Registrierte Wähler: 14855 Wahlbeteiligung: 12866 (86,6 %) Ungültige Stimmen: 261 |
| Awang Talip Awang Bagul        | PR – SAPP             |          | 00335   |                  | Registrierte Wähler: 14855 Wahlbeteiligung: 12866 (86,6 %) Ungültige Stimmen: 261 |
| Ibrahim Menudin                | PR – PKR              |          | 04051   |                  | Registrierte Wähler: 14855 Wahlbeteiligung: 12866 (86,6 %) Ungültige Stimmen: 261 |
| Ak Aliuddin Mohd Tahir         | Unabhängiger Kandidat |          | 00455   |                  | Registrierte Wähler: 14855 Wahlbeteiligung: 12866 (86,6 %) Ungültige Stimmen: 261 |
| Assim Matali                   | PR – STAR             |          | 00321   |                  | Registrierte Wähler: 14855 Wahlbeteiligung: 12866 (86,6 %) Ungültige Stimmen: 261 |
| N24 – MEMBAKUT                 |                       |          |         |                  |                                                                                   |
| Mohd Arifin Mohd Arif          | BN – UMNO             | Wahlsieg | 06547   | 3510             | Registrierte Wähler: 11790 Wahlbeteiligung: 10023 (85 %) Ungültige Stimmen: 0     |
| Narawi Ahmad                   | PR – PKR              |          | 03037   |                  | Registrierte Wähler: 11790 Wahlbeteiligung: 10023 (85 %) Ungültige Stimmen: 0     |
| Banjimin Ondoi                 | PR – SAPP             |          | 00300   |                  | Registrierte Wähler: 11790 Wahlbeteiligung: 10023 (85 %) Ungültige Stimmen: 0     |
| Jaapar Ag Gador                | PR – STAR             |          | 00139   |                  | Registrierte Wähler: 11790 Wahlbeteiligung: 10023 (85 %) Ungültige Stimmen: 0     |
| N25 – KLIAS                    |                       |          |         |                  |                                                                                   |
| Mohd Sanusi Taripin            | PR – SAPP             |          | 00182   |                  | Registrierte Wähler: 15337 Wahlbeteiligung: 13064 (85,2 %) Ungültige Stimmen: 342 |
| Aliapa Osman                   | PR – STAR             |          | 00071   |                  | Registrierte Wähler: 15337 Wahlbeteiligung: 13064 (85,2 %) Ungültige Stimmen: 342 |
| Lajim Ukin                     | PR – PKR              | Wahlsieg | 06324   | 0179             | Registrierte Wähler: 15337 Wahlbeteiligung: 13064 (85,2 %) Ungültige Stimmen: 342 |
| Isnin Aliasnih                 | BN – UMNO             |          | 06145   |                  | Registrierte Wähler: 15337 Wahlbeteiligung: 13064 (85,2 %) Ungültige Stimmen: 342 |
| N26 – KUALA PENYU              |                       |          |         |                  |                                                                                   |
| Jusbian Kenneth                | Unabhängiger Kandidat |          | 00044   |                  | Registrierte Wähler: 14776 Wahlbeteiligung: 12889 (87,2 %) Ungültige Stimmen: 250 |
| Limus Jury                     | BN – UPKO             | Wahlsieg | 07311   | 2273             | Registrierte Wähler: 14776 Wahlbeteiligung: 12889 (87,2 %) Ungültige Stimmen: 250 |
| Johan OT Ghani                 | PR – PKR              |          | 05038   |                  | Registrierte Wähler: 14776 Wahlbeteiligung: 12889 (87,2 %) Ungültige Stimmen: 250 |
| Ining Sintin                   | PR – STAR             |          | 00154   |                  | Registrierte Wähler: 14776 Wahlbeteiligung: 12889 (87,2 %) Ungültige Stimmen: 250 |
| Md Tajuddin Md Walli           | Unabhängiger Kandidat |          | 00092   |                  | Registrierte Wähler: 14776 Wahlbeteiligung: 12889 (87,2 %) Ungültige Stimmen: 250 |
| N27 – LUMADAN                  |                       |          |         |                  |                                                                                   |
| Abdul Rahman Md Yakub          | PR – PKR              |          | 02303   |                  | Registrierte Wähler: 13797 Wahlbeteiligung: 11722 (85 %) Ungültige Stimmen: 246   |
| Jamain Sarudin                 | PR – SAPP             |          | 00143   |                  | Registrierte Wähler: 13797 Wahlbeteiligung: 11722 (85 %) Ungültige Stimmen: 246   |
| Rapahi Edris                   | Unabhängiger Kandidat |          | 02476   |                  | Registrierte Wähler: 13797 Wahlbeteiligung: 11722 (85 %) Ungültige Stimmen: 246   |
| Kamarlin Ombi                  | BN – UMNO             | Wahlsieg | 06338   | 3862             | Registrierte Wähler: 13797 Wahlbeteiligung: 11722 (85 %) Ungültige Stimmen: 246   |
| Saudi Suhaili                  | Unabhängiger Kandidat |          | 00069   |                  | Registrierte Wähler: 13797 Wahlbeteiligung: 11722 (85 %) Ungültige Stimmen: 246   |
| Mohd Jaafar Ibrahim            | PR – STAR             |          | 00147   |                  | Registrierte Wähler: 13797 Wahlbeteiligung: 11722 (85 %) Ungültige Stimmen: 246   |
| N28 – SINDUMIN                 |                       |          |         |                  |                                                                                   |
| Harunsah Ibrahim               | PR – PKR              |          | 03701   |                  | Registrierte Wähler: 15390 Wahlbeteiligung: 12587 (81,8 %) Ungültige Stimmen: 340 |
| Semion Sakai                   | PR – STAR             |          | 00165   |                  | Registrierte Wähler: 15390 Wahlbeteiligung: 12587 (81,8 %) Ungültige Stimmen: 340 |
| Amde Sidik                     | PR – SAPP             |          | 00357   |                  | Registrierte Wähler: 15390 Wahlbeteiligung: 12587 (81,8 %) Ungültige Stimmen: 340 |
| Ahmad Bujang                   | BN – UMNO             | Wahlsieg | 08024   | 4323             | Registrierte Wähler: 15390 Wahlbeteiligung: 12587 (81,8 %) Ungültige Stimmen: 340 |
| N29 – KUNDASANG                |                       |          |         |                  |                                                                                   |
| Jain Sauting                   | PR – STAR             |          | 01117   |                  | Registrierte Wähler: 13346 Wahlbeteiligung: 10295 (77,1 %) Ungültige Stimmen: 264 |
| Cleftus Stephen Spine          | Unabhängiger Kandidat |          | 00087   |                  | Registrierte Wähler: 13346 Wahlbeteiligung: 10295 (77,1 %) Ungültige Stimmen: 264 |
| Satiol Indong                  | PR – PKR              |          | 02231   |                  | Registrierte Wähler: 13346 Wahlbeteiligung: 10295 (77,1 %) Ungültige Stimmen: 264 |
| Joachim Gunsalam               | BN – PBS              | Wahlsieg | 04206   | 1975             | Registrierte Wähler: 13346 Wahlbeteiligung: 10295 (77,1 %) Ungültige Stimmen: 264 |
| Japiril Suhaimin               | PR – SAPP             |          | 02102   |                  | Registrierte Wähler: 13346 Wahlbeteiligung: 10295 (77,1 %) Ungültige Stimmen: 264 |
| Sam Hondou                     | Unabhängiger Kandidat |          | 00288   |                  | Registrierte Wähler: 13346 Wahlbeteiligung: 10295 (77,1 %) Ungültige Stimmen: 264 |
| N30 – KARANAAN                 |                       |          |         |                  |                                                                                   |
| Masidi Manjun                  | BN – UMNO             | Wahlsieg | 06292   | 3500             | Registrierte Wähler: 12471 Wahlbeteiligung: 10353 (83 %) Ungültige Stimmen: 171   |
| Jalidin Paidi                  | PR – STAR             |          | 01067   |                  | Registrierte Wähler: 12471 Wahlbeteiligung: 10353 (83 %) Ungültige Stimmen: 171   |
| Mat Jaili Samat                | Unabhängiger Kandidat |          | 00031   |                  | Registrierte Wähler: 12471 Wahlbeteiligung: 10353 (83 %) Ungültige Stimmen: 171   |
| Muhiddin Yusin                 | PR – PKR              |          | 02792   |                  | Registrierte Wähler: 12471 Wahlbeteiligung: 10353 (83 %) Ungültige Stimmen: 171   |
| N31 – PAGINATAN                |                       |          |         |                  |                                                                                   |
| Yazid Sahjinan                 | Unabhängiger Kandidat |          | 00154   |                  | Registrierte Wähler: 13285 Wahlbeteiligung: 10772 (81,1 %) Ungültige Stimmen: 174 |
| Siringan Gubat                 | BN – UPKO             | Wahlsieg | 05142   | 0979             | Registrierte Wähler: 13285 Wahlbeteiligung: 10772 (81,1 %) Ungültige Stimmen: 174 |
| Amru Abd Kadir                 | PR – PKR              |          | 04163   |                  | Registrierte Wähler: 13285 Wahlbeteiligung: 10772 (81,1 %) Ungültige Stimmen: 174 |
| Pedderin Tuliang               | PR – STAR             |          | 01139   |                  | Registrierte Wähler: 13285 Wahlbeteiligung: 10772 (81,1 %) Ungültige Stimmen: 174 |
| N32 – TAMBUNAN                 |                       |          |         |                  |                                                                                   |
| Joseph Pairin Kitingan         | BN – PBS              | Wahlsieg | 05586   | 2079             | Registrierte Wähler: 13775 Wahlbeteiligung: 11428 (83 %) Ungültige Stimmen: 0     |
| Justin Yonsoding               | Unabhängiger Kandidat |          | 00591   |                  | Registrierte Wähler: 13775 Wahlbeteiligung: 11428 (83 %) Ungültige Stimmen: 0     |
| Wilfred Win Ponil              | PR – PKR              |          | 01744   |                  | Registrierte Wähler: 13775 Wahlbeteiligung: 11428 (83 %) Ungültige Stimmen: 0     |
| Nestor Joannes                 | PR – STAR             |          | 03507   |                  | Registrierte Wähler: 13775 Wahlbeteiligung: 11428 (83 %) Ungültige Stimmen: 0     |
| Koh Kui Tze                    | Unabhängiger Kandidat |          | 00000   |                  | Registrierte Wähler: 13775 Wahlbeteiligung: 11428 (83 %) Ungültige Stimmen: 0     |
| N33 – BINGKOR                  |                       |          |         |                  |                                                                                   |
| Ricky Sedomon                  | Unabhängiger Kandidat |          | 00111   |                  | Registrierte Wähler: 15902 Wahlbeteiligung: 12908 (81,2 %) Ungültige Stimmen: 185 |
| Ahmad Shah Hussein Tambakau    | PR – PKR              |          | 02368   |                  | Registrierte Wähler: 15902 Wahlbeteiligung: 12908 (81,2 %) Ungültige Stimmen: 185 |
| Kennedy Jie John               | BN – UPKO             |          | 04894   |                  | Registrierte Wähler: 15902 Wahlbeteiligung: 12908 (81,2 %) Ungültige Stimmen: 185 |
| Geoffrey Gapari Kitingan       | PR – STAR             | Wahlsieg | 05350   | 0456             | Registrierte Wähler: 15902 Wahlbeteiligung: 12908 (81,2 %) Ungültige Stimmen: 185 |
| N34 – LIAWAN                   |                       |          |         |                  |                                                                                   |
| Sapin Karano                   | BN – UMNO             | Wahlsieg | 05383   | 1752             | Registrierte Wähler: 14033 Wahlbeteiligung: 11507 (82 %) Ungültige Stimmen: 172   |
| Paul Bunsu Gitang              | PR – PKR              |          | 03631   |                  | Registrierte Wähler: 14033 Wahlbeteiligung: 11507 (82 %) Ungültige Stimmen: 172   |
| Nusleh Madarak                 | Unabhängiger Kandidat |          | 00018   |                  | Registrierte Wähler: 14033 Wahlbeteiligung: 11507 (82 %) Ungültige Stimmen: 172   |
| Pauket Yadiloh                 | PR – SAPP             |          | 00236   |                  | Registrierte Wähler: 14033 Wahlbeteiligung: 11507 (82 %) Ungültige Stimmen: 172   |
| Nicholas James Guntobon        | PR – STAR             |          | 02067   |                  | Registrierte Wähler: 14033 Wahlbeteiligung: 11507 (82 %) Ungültige Stimmen: 172   |
| N35 – MELALAP                  |                       |          |         |                  |                                                                                   |
| Radin Malleh                   | BN – PBS              | Wahlsieg | 04643   | 2599             | Registrierte Wähler: 12098 Wahlbeteiligung: 9825 (81,2 %) Ungültige Stimmen: 222  |
| Roger Stimin                   | PR – SAPP             |          | 02044   |                  | Registrierte Wähler: 12098 Wahlbeteiligung: 9825 (81,2 %) Ungültige Stimmen: 222  |
| Noorita Sual                   | PR – DAP              |          | 01992   |                  | Registrierte Wähler: 12098 Wahlbeteiligung: 9825 (81,2 %) Ungültige Stimmen: 222  |
| Kong Fui Seng                  | PR – STAR             |          | 00924   |                  | Registrierte Wähler: 12098 Wahlbeteiligung: 9825 (81,2 %) Ungültige Stimmen: 222  |
| N36 – KEMABONG                 |                       |          |         |                  |                                                                                   |
| Rubin Balang                   | BN – UMNO             | Wahlsieg | 05765   | 3032             | Registrierte Wähler: 13246 Wahlbeteiligung: 11104 (83,8 %) Ungültige Stimmen: 404 |
| William Ensor Tingkalor        | PR – SAPP             |          | 01047   |                  | Registrierte Wähler: 13246 Wahlbeteiligung: 11104 (83,8 %) Ungültige Stimmen: 404 |
| Tay Jin Kiong                  | PR – STAR             |          | 01155   |                  | Registrierte Wähler: 13246 Wahlbeteiligung: 11104 (83,8 %) Ungültige Stimmen: 404 |
| Biou Suyan                     | PR – PKR              |          | 02733   |                  | Registrierte Wähler: 13246 Wahlbeteiligung: 11104 (83,8 %) Ungültige Stimmen: 404 |
| N37 – SOOK                     |                       |          |         |                  |                                                                                   |
| Ellron Angin                   | BN – PBRS             | Wahlsieg | 07223   | 4395             | Registrierte Wähler: 16387 Wahlbeteiligung: 13535 (82,6 %) Ungültige Stimmen: 301 |
| Liberty Lopog                  | PR – PKR              |          | 01911   |                  | Registrierte Wähler: 16387 Wahlbeteiligung: 13535 (82,6 %) Ungültige Stimmen: 301 |
| Kustin Ladi                    | PR – STAR             |          | 02828   |                  | Registrierte Wähler: 16387 Wahlbeteiligung: 13535 (82,6 %) Ungültige Stimmen: 301 |
| Chong Yu Chee                  | PR – SAPP             |          | 01226   |                  | Registrierte Wähler: 16387 Wahlbeteiligung: 13535 (82,6 %) Ungültige Stimmen: 301 |
| Rusayidi Abdullah              | Unabhängiger Kandidat |          | 00046   |                  | Registrierte Wähler: 16387 Wahlbeteiligung: 13535 (82,6 %) Ungültige Stimmen: 301 |
| N38 – NABAWAN                  |                       |          |         |                  |                                                                                   |
| Bobbey Ah Fang Suan            | BN – UPKO             | Wahlsieg | 03816   | 0342             | Registrierte Wähler: 9850 Wahlbeteiligung: 7844 (79,6 %) Ungültige Stimmen: 185   |
| Sidum Manjin                   | PR – MUPP             |          | 00041   |                  | Registrierte Wähler: 9850 Wahlbeteiligung: 7844 (79,6 %) Ungültige Stimmen: 185   |
| Raymond Ahuar                  | PR – PKR              |          | 03474   |                  | Registrierte Wähler: 9850 Wahlbeteiligung: 7844 (79,6 %) Ungültige Stimmen: 185   |
| Fatimah Agitor                 | Unabhängiger Kandidat |          | 00018   |                  | Registrierte Wähler: 9850 Wahlbeteiligung: 7844 (79,6 %) Ungültige Stimmen: 185   |
| George Eram                    | PR – STAR             |          | 00310   |                  | Registrierte Wähler: 9850 Wahlbeteiligung: 7844 (79,6 %) Ungültige Stimmen: 185   |
| N39 – SUGUT                    |                       |          |         |                  |                                                                                   |
| Abdul Rahman Atang             | Unabhängiger Kandidat |          | 01465   |                  | Registrierte Wähler: 9698 Wahlbeteiligung: 7175 (74 %) Ungültige Stimmen: 326     |
| James Ratib                    | BN – UMNO             | Wahlsieg | 04285   | 2820             | Registrierte Wähler: 9698 Wahlbeteiligung: 7175 (74 %) Ungültige Stimmen: 326     |
| Pagrios Zabang                 | PR – PKR              |          | 00647   |                  | Registrierte Wähler: 9698 Wahlbeteiligung: 7175 (74 %) Ungültige Stimmen: 326     |
| Datu Kamaruddin Datu Mustapha  | Unabhängiger Kandidat |          | 00111   |                  | Registrierte Wähler: 9698 Wahlbeteiligung: 7175 (74 %) Ungültige Stimmen: 326     |
| Masiawan Kunching              | PR – STAR             |          | 00341   |                  | Registrierte Wähler: 9698 Wahlbeteiligung: 7175 (74 %) Ungültige Stimmen: 326     |
| N40 – LABUK                    |                       |          |         |                  |                                                                                   |
| Metah Asang                    | BN – PBS              | Wahlsieg | 07408   | 4526             | Registrierte Wähler: 15041 Wahlbeteiligung: 11737 (78 %) Ungültige Stimmen: 209   |
| Tang Yung Hi                   | PR – PKR              |          | 02882   |                  | Registrierte Wähler: 15041 Wahlbeteiligung: 11737 (78 %) Ungültige Stimmen: 209   |
| Pinus Gondili                  | PR – STAR             |          | 01238   |                  | Registrierte Wähler: 15041 Wahlbeteiligung: 11737 (78 %) Ungültige Stimmen: 209   |
| N41 – GUM-GUM                  |                       |          |         |                  |                                                                                   |
| Hassan Hami                    | PR – STAR             |          | 00301   |                  | Registrierte Wähler: 11724 Wahlbeteiligung: 9220 (78,6 %) Ungültige Stimmen: 180  |
| Ahmad Thamrin Mohd Jaini       | PR – PKR              |          | 03191   |                  | Registrierte Wähler: 11724 Wahlbeteiligung: 9220 (78,6 %) Ungültige Stimmen: 180  |
| Zakaria Mohd Edris             | BN – UMNO             | Wahlsieg | 05548   | 2357             | Registrierte Wähler: 11724 Wahlbeteiligung: 9220 (78,6 %) Ungültige Stimmen: 180  |
| N42 – SUNGAI SIBUGA            |                       |          |         |                  |                                                                                   |
| Musa Aman                      | BN – UMNO             | Wahlsieg | 16637   | 11569            | Registrierte Wähler: 28057 Wahlbeteiligung: 22800 (81,3 %) Ungültige Stimmen: 414 |
| Mohd Arshad Abdul              | Unabhängiger Kandidat |          | 00201   |                  | Registrierte Wähler: 28057 Wahlbeteiligung: 22800 (81,3 %) Ungültige Stimmen: 414 |
| A M Jaffar Juana               | PR – SAPP             |          | 00265   |                  | Registrierte Wähler: 28057 Wahlbeteiligung: 22800 (81,3 %) Ungültige Stimmen: 414 |
| Mohd Roslan Yussof             | PR – STAR             |          | 00215   |                  | Registrierte Wähler: 28057 Wahlbeteiligung: 22800 (81,3 %) Ungültige Stimmen: 414 |
| Irwanshah Mustapa              | PR – PKR              |          | 05068   |                  | Registrierte Wähler: 28057 Wahlbeteiligung: 22800 (81,3 %) Ungültige Stimmen: 414 |
| N43 – SEKONG                   |                       |          |         |                  |                                                                                   |
| Musah Ghani                    | PR – PKR              |          | 03368   |                  | Registrierte Wähler: 14234 Wahlbeteiligung: 11121 (78,1 %) Ungültige Stimmen: 351 |
| Ahmad Ibrahim                  | PR – STAR             |          | 00100   |                  | Registrierte Wähler: 14234 Wahlbeteiligung: 11121 (78,1 %) Ungültige Stimmen: 351 |
| Awang Othman                   | PR – SAPP             |          | 00354   |                  | Registrierte Wähler: 14234 Wahlbeteiligung: 11121 (78,1 %) Ungültige Stimmen: 351 |
| Datu Ilahan Datu Amilbangsa    | Unabhängiger Kandidat |          | 00050   |                  | Registrierte Wähler: 14234 Wahlbeteiligung: 11121 (78,1 %) Ungültige Stimmen: 351 |
| Samsudin Yahya                 | BN – UMNO             | Wahlsieg | 06898   | 3530             | Registrierte Wähler: 14234 Wahlbeteiligung: 11121 (78,1 %) Ungültige Stimmen: 351 |
| N44 – KARAMUNTING              |                       |          |         |                  |                                                                                   |
| Chong Ket Kiun                 | PR – DAP              |          | 05380   |                  | Registrierte Wähler: 15972 Wahlbeteiligung: 12245 (76,7 %) Ungültige Stimmen: 278 |
| Yong Vui Min                   | PR – SAPP             |          | 00352   |                  | Registrierte Wähler: 15972 Wahlbeteiligung: 12245 (76,7 %) Ungültige Stimmen: 278 |
| Charles O Pang Su Pin          | BN – LDP              | Wahlsieg | 06235   | 855              | Registrierte Wähler: 15972 Wahlbeteiligung: 12245 (76,7 %) Ungültige Stimmen: 278 |
| N45 – ELOPURA                  |                       |          |         |                  |                                                                                   |
| Liau Fook Kong                 | PR – SAPP             |          | 00469   |                  | Registrierte Wähler: 22317 Wahlbeteiligung: 16709 (74,9 %) Ungültige Stimmen: 281 |
| Au Kam Wah                     | BN – GERAKAN          | Wahlsieg | 08105   | 0251             | Registrierte Wähler: 22317 Wahlbeteiligung: 16709 (74,9 %) Ungültige Stimmen: 281 |
| Hiew Vun Zin                   | PR – DAP              |          | 07854   |                  | Registrierte Wähler: 22317 Wahlbeteiligung: 16709 (74,9 %) Ungültige Stimmen: 281 |
| N46 – TANJONG PAPAT            |                       |          |         |                  |                                                                                   |
| Poon Ming Fung                 | PR – DAP              |          | 04631   |                  | Registrierte Wähler: 14748 Wahlbeteiligung: 11181 (75,8 %) Ungültige Stimmen: 206 |
| Yong Chie Man                  | PR – SAPP             |          | 00191   |                  | Registrierte Wähler: 14748 Wahlbeteiligung: 11181 (75,8 %) Ungültige Stimmen: 206 |
| Tan Shu Kiah                   | BN – GERAKAN          | Wahlsieg | 06153   | 1522             | Registrierte Wähler: 14748 Wahlbeteiligung: 11181 (75,8 %) Ungültige Stimmen: 206 |
| N47 – KUAMUT                   |                       |          |         |                  |                                                                                   |
| Mustapa Tambuyong              | PR – PKR              |          | 02989   |                  | Registrierte Wähler: 14934 Wahlbeteiligung: 12142 (81,3 %) Ungültige Stimmen: 350 |
| Edward Podok                   | PR – STAR             |          | 01196   |                  | Registrierte Wähler: 14934 Wahlbeteiligung: 12142 (81,3 %) Ungültige Stimmen: 350 |
| Masiung Banah                  | BN – UPKO             | Wahlsieg | 07607   | 4618             | Registrierte Wähler: 14934 Wahlbeteiligung: 12142 (81,3 %) Ungültige Stimmen: 350 |
| N48 – SUKAU                    |                       |          |         |                  |                                                                                   |
| Saddi Abdu Rahman              | BN – UMNO             | Wahlsieg | 05851   | 4419             | Registrierte Wähler: 9813 Wahlbeteiligung: 7813 (79,6 %) Ungültige Stimmen: 244   |
| Aprin Musin                    | PR – SAPP             |          | 00089   |                  | Registrierte Wähler: 9813 Wahlbeteiligung: 7813 (79,6 %) Ungültige Stimmen: 244   |
| Ahdah Sulaiman                 | PR – PAS              |          | 01432   |                  | Registrierte Wähler: 9813 Wahlbeteiligung: 7813 (79,6 %) Ungültige Stimmen: 244   |
| Juhori Paritai                 | PR – STAR             |          | 00197   |                  | Registrierte Wähler: 9813 Wahlbeteiligung: 7813 (79,6 %) Ungültige Stimmen: 244   |
| N49 – TUNGKU                   |                       |          |         |                  |                                                                                   |
| Tsen Yun Fah                   | Unabhängiger Kandidat |          | 00096   |                  | Registrierte Wähler: 14626 Wahlbeteiligung: 11305 (77,3 %) Ungültige Stimmen: 287 |
| Shuaib Mutalib                 | PR – SAPP             |          | 00373   |                  | Registrierte Wähler: 14626 Wahlbeteiligung: 11305 (77,3 %) Ungültige Stimmen: 287 |
| Mohd Suhaili Said              | BN – UMNO             | Wahlsieg | 07848   | 5484             | Registrierte Wähler: 14626 Wahlbeteiligung: 11305 (77,3 %) Ungültige Stimmen: 287 |
| Johani Abd Halim               | PR – PKR              |          | 02364   |                  | Registrierte Wähler: 14626 Wahlbeteiligung: 11305 (77,3 %) Ungültige Stimmen: 287 |
| Johan Nul                      | PR – STAR             |          | 00337   |                  | Registrierte Wähler: 14626 Wahlbeteiligung: 11305 (77,3 %) Ungültige Stimmen: 287 |
| N50 – LAHAD DATU               |                       |          |         |                  |                                                                                   |
| Aliandu Enjil                  | PR – SAPP             |          | 00912   |                  | Registrierte Wähler: 25209 Wahlbeteiligung: 19187 (76,1 %) Ungültige Stimmen: 451 |
| Mohammad Yusoff Apdal          | BN – UMNO             | Wahlsieg | 12949   | 8415             | Registrierte Wähler: 25209 Wahlbeteiligung: 19187 (76,1 %) Ungültige Stimmen: 451 |
| Hamid Awong                    | PR – PKR              |          | 04534   |                  | Registrierte Wähler: 25209 Wahlbeteiligung: 19187 (76,1 %) Ungültige Stimmen: 451 |
| Ariffin Hamid                  | PR – STAR             |          | 00341   |                  | Registrierte Wähler: 25209 Wahlbeteiligung: 19187 (76,1 %) Ungültige Stimmen: 451 |
| N51 – KUNAK                    |                       |          |         |                  |                                                                                   |
| Abd Sattal Shafiee             | Unabhängiger Kandidat |          | 00064   |                  | Registrierte Wähler: 11752 Wahlbeteiligung: 9106 (77,5 %) Ungültige Stimmen: 295  |
| Hussein Ibnu Hassan            | Unabhängiger Kandidat |          | 01034   |                  | Registrierte Wähler: 11752 Wahlbeteiligung: 9106 (77,5 %) Ungültige Stimmen: 295  |
| Kasman Karate                  | PR – PAS              |          | 01002   |                  | Registrierte Wähler: 11752 Wahlbeteiligung: 9106 (77,5 %) Ungültige Stimmen: 295  |
| Nilwan Kabang                  | BN – UMNO             | Wahlsieg | 06394   | 5360             | Registrierte Wähler: 11752 Wahlbeteiligung: 9106 (77,5 %) Ungültige Stimmen: 295  |
| Valentine Sebastian            | PR – STAR             |          | 00200   |                  | Registrierte Wähler: 11752 Wahlbeteiligung: 9106 (77,5 %) Ungültige Stimmen: 295  |
| Sharif Shamsuddin Sharif Sagaf | Unabhängiger Kandidat |          | 00117   |                  | Registrierte Wähler: 11752 Wahlbeteiligung: 9106 (77,5 %) Ungültige Stimmen: 295  |
| N52 – SULABAYAN                |                       |          |         |                  |                                                                                   |
| Hasaman Sagaran                | PR – MUPP             |          | 00227   |                  | Registrierte Wähler: 12683 Wahlbeteiligung: 9413 (74,2 %) Ungültige Stimmen: 499  |
| Hussein Mumakil                | Unabhängiger Kandidat |          | 00347   |                  | Registrierte Wähler: 12683 Wahlbeteiligung: 9413 (74,2 %) Ungültige Stimmen: 499  |
| Jaujan Sambakong               | BN – UMNO             | Wahlsieg | 06546   | 5129             | Registrierte Wähler: 12683 Wahlbeteiligung: 9413 (74,2 %) Ungültige Stimmen: 499  |
| Mamat Barhana                  | Unabhängiger Kandidat |          | 00074   |                  | Registrierte Wähler: 12683 Wahlbeteiligung: 9413 (74,2 %) Ungültige Stimmen: 499  |
| Hermeny Murgal                 | PR – PKR              |          | 01417   |                  | Registrierte Wähler: 12683 Wahlbeteiligung: 9413 (74,2 %) Ungültige Stimmen: 499  |
| Julkalani Abd Rahman           | Unabhängiger Kandidat |          | 00107   |                  | Registrierte Wähler: 12683 Wahlbeteiligung: 9413 (74,2 %) Ungültige Stimmen: 499  |
| Ghazalie Pg Hindi              | Unabhängiger Kandidat |          | 00196   |                  | Registrierte Wähler: 12683 Wahlbeteiligung: 9413 (74,2 %) Ungültige Stimmen: 499  |
| N53 – SENALLANG                |                       |          |         |                  |                                                                                   |
| Baharuddin Mustapha            | Unabhängiger Kandidat |          | 00164   |                  | Registrierte Wähler: 13226 Wahlbeteiligung: 9105 (68,8 %) Ungültige Stimmen: 0    |
| Mohd Amin Abdul mem            | PR – PKR              |          | 01516   |                  | Registrierte Wähler: 13226 Wahlbeteiligung: 9105 (68,8 %) Ungültige Stimmen: 0    |
| Nasir Sakaran                  | BN – UMNO             | Wahlsieg | 07425   | 5909             | Registrierte Wähler: 13226 Wahlbeteiligung: 9105 (68,8 %) Ungültige Stimmen: 0    |
| Abdul Manang Hatib Lawari      | Unabhängiger Kandidat |          | 00000   |                  | Registrierte Wähler: 13226 Wahlbeteiligung: 9105 (68,8 %) Ungültige Stimmen: 0    |
| Ab Karim Talip                 | Unabhängiger Kandidat |          | 00000   |                  | Registrierte Wähler: 13226 Wahlbeteiligung: 9105 (68,8 %) Ungültige Stimmen: 0    |
| N54 – BUGAYA                   |                       |          |         |                  |                                                                                   |
| Abdul Hussin Kiamsin           | Unabhängiger Kandidat |          | 03139   |                  | Registrierte Wähler: 15698 Wahlbeteiligung: 11968 (76,2 %) Ungültige Stimmen: 455 |
| Atal Muhammad K K Abd Menang   | Unabhängiger Kandidat |          | 00201   |                  | Registrierte Wähler: 15698 Wahlbeteiligung: 11968 (76,2 %) Ungültige Stimmen: 455 |
| Ramlee Marahaban               | BN – UMNO             | Wahlsieg | 06642   | 3503             | Registrierte Wähler: 15698 Wahlbeteiligung: 11968 (76,2 %) Ungültige Stimmen: 455 |
| Alimin Budin                   | Unabhängiger Kandidat |          | 00638   |                  | Registrierte Wähler: 15698 Wahlbeteiligung: 11968 (76,2 %) Ungültige Stimmen: 455 |
| Hasai Tudai                    | PR – PAS              |          | 00702   |                  | Registrierte Wähler: 15698 Wahlbeteiligung: 11968 (76,2 %) Ungültige Stimmen: 455 |
| Abdullah Sani Abdul Salleh     | Unabhängiger Kandidat |          | 00191   |                  | Registrierte Wähler: 15698 Wahlbeteiligung: 11968 (76,2 %) Ungültige Stimmen: 455 |
| N55 – BALUNG                   |                       |          |         |                  |                                                                                   |
| S Abas S Ali                   | BN – UMNO             | Wahlsieg | 07843   | 5569             | Registrierte Wähler: 13504 Wahlbeteiligung: 10692 (79,2 %) Ungültige Stimmen: 195 |
| Abdul Hamid Amit Mohammad Noor | PR – SAPP             |          | 00200   |                  | Registrierte Wähler: 13504 Wahlbeteiligung: 10692 (79,2 %) Ungültige Stimmen: 195 |
| Frank Salazar                  | PR – PKR              |          | 02274   |                  | Registrierte Wähler: 13504 Wahlbeteiligung: 10692 (79,2 %) Ungültige Stimmen: 195 |
| Mohd Abdillah Timbasal         | Unabhängiger Kandidat |          | 00180   |                  | Registrierte Wähler: 13504 Wahlbeteiligung: 10692 (79,2 %) Ungültige Stimmen: 195 |
| N56 – APAS                     |                       |          |         |                  |                                                                                   |
| Tahir Dahu                     | PR – SAPP             |          | 00149   |                  | Registrierte Wähler: 15818 Wahlbeteiligung: 12455 (78,7 %) Ungültige Stimmen: 327 |
| Chok Yit Min                   | PR – STAR             |          | 00075   |                  | Registrierte Wähler: 15818 Wahlbeteiligung: 12455 (78,7 %) Ungültige Stimmen: 327 |
| Alizaman Jijurahman            | PR – PKR              |          | 02891   |                  | Registrierte Wähler: 15818 Wahlbeteiligung: 12455 (78,7 %) Ungültige Stimmen: 327 |
| Tawfiq Abu Bakar Titingan      | BN – UMNO             | Wahlsieg | 09013   | 6122             | Registrierte Wähler: 15818 Wahlbeteiligung: 12455 (78,7 %) Ungültige Stimmen: 327 |
| N57 – SRI TANJONG              |                       |          |         |                  |                                                                                   |
| Fung Len Fui                   | BN – PBS              |          | 05021   |                  | Registrierte Wähler: 22151 Wahlbeteiligung: 16558 (74,8 %) Ungültige Stimmen: 201 |
| Olivia Chong Oi Yun            | PR – STAR             |          | 00128   |                  | Registrierte Wähler: 22151 Wahlbeteiligung: 16558 (74,8 %) Ungültige Stimmen: 201 |
| Yong Ah Poh                    | PR – SAPP             |          | 00260   |                  | Registrierte Wähler: 22151 Wahlbeteiligung: 16558 (74,8 %) Ungültige Stimmen: 201 |
| Chan Foong Hin                 | PR – DAP              | Wahlsieg | 10948   | 5927             | Registrierte Wähler: 22151 Wahlbeteiligung: 16558 (74,8 %) Ungültige Stimmen: 201 |
| N58 – MEROTAI                  |                       |          |         |                  |                                                                                   |
| Mohd Manuke                    | Unabhängiger Kandidat |          | 00342   |                  | Registrierte Wähler: 18317 Wahlbeteiligung: 14162 (77,3 %) Ungültige Stimmen: 238 |
| Rita Rudianshah Abu Bakar      | Unabhängiger Kandidat |          | 00104   |                  | Registrierte Wähler: 18317 Wahlbeteiligung: 14162 (77,3 %) Ungültige Stimmen: 238 |
| Ho Shau Vui                    | PR – SAPP             |          | 00221   |                  | Registrierte Wähler: 18317 Wahlbeteiligung: 14162 (77,3 %) Ungültige Stimmen: 238 |
| Chin Chee Syn                  | Unabhängiger Kandidat |          | 01255   |                  | Registrierte Wähler: 18317 Wahlbeteiligung: 14162 (77,3 %) Ungültige Stimmen: 238 |
| Pang Yuk Ming                  | BN – LDP              | Wahlsieg | 08045   | 4088             | Registrierte Wähler: 18317 Wahlbeteiligung: 14162 (77,3 %) Ungültige Stimmen: 238 |
| Ahmad Dullah                   | PR – PAS              |          | 03957   |                  | Registrierte Wähler: 18317 Wahlbeteiligung: 14162 (77,3 %) Ungültige Stimmen: 238 |
| N59 – TANJONG BATU             |                       |          |         |                  |                                                                                   |
| Fatmawaty Mohd Yusuf           | PR – PAS              |          | 03228   |                  | Registrierte Wähler: 18345 Wahlbeteiligung: 14338 (78,2 %) Ungültige Stimmen: 252 |
| Hamisa Samat                   | BN – UMNO             | Wahlsieg | 10858   | 7630             | Registrierte Wähler: 18345 Wahlbeteiligung: 14338 (78,2 %) Ungültige Stimmen: 252 |
| N60 – SEBATIK                  |                       |          |         |                  |                                                                                   |
| Mohammad Yusup Lewah           | Unabhängiger Kandidat |          | 00249   |                  | Registrierte Wähler: 10088 Wahlbeteiligung: 7595 (75,3 %) Ungültige Stimmen: 293  |
| Daud Jalaluddin                | PR – PAS              |          | 01344   |                  | Registrierte Wähler: 10088 Wahlbeteiligung: 7595 (75,3 %) Ungültige Stimmen: 293  |
| Abd Muis Picho                 | BN – UMNO             | Wahlsieg | 05484   | 4140             | Registrierte Wähler: 10088 Wahlbeteiligung: 7595 (75,3 %) Ungültige Stimmen: 293  |
| Mohammad Jeffry Rosman         | PR – STAR             |          | 00225   |                  | Registrierte Wähler: 10088 Wahlbeteiligung: 7595 (75,3 %) Ungültige Stimmen: 293  |